# Year of the Spider
Year of the Spider es el tercer álbum de estudio del grupo estadounidense de post-grunge, Cold, lanzado el 13 de mayo de 2003 por Geffen Records. El álbum fue el más exitoso de su carrera hasta el momento, debutando en el puesto n.º 3 de las listas de Billboard, y con más de 101 000 copias vendidas sólo en la primera semana.
Las primeras grabaciones de las canciones de "Year of the Spider" fueron incluidas en un DVD con un tatuaje temporal con el logo de araña de Cold. El DVD incluyó la grabación, el detrás de escena del videoclip de Stupid Girl, la opinión de algunos fanes y un vídeo de la grabación del álbum en el estudio. 
Year Of The Spider también fue el último álbum con el guitarrista Terry Balsamo, quien se fue de Cold para ocupar el lugar de Ben Moody en Evanescence y Kelly Hayes, quien dejó el grupo para unirse a la banda Allele.
Un año antes del lanzamiento del álbum, la canción Gone Away apareció en el álbum recopilatorio de la cadena MTV WWE Tough Enough 2, lanzado en el año 2002. 
Gone Away posteriormente fue añadido como una pista oculta; la canción comienza en 16:06 después de 13 minutos y 13 segundos de silencio (una referencia a la naturaleza supersticiosa del álbum anterior de Cold, 13 Ways to Bleed on Stage).
La fecha de lanzamiento del álbum fue pospuesta varias veces. En abril de 2002 comenzó el proyecto de Year Of The Spider y Geffen Records estableció a octubre de ese año para el lanzamiento, sin 
embargo la grabación se pospuso para septiembre y finalizó en diciembre.

## Estilo
Con el productor Howard Benson, Year Of The Spider fue considerablemente más comercial que su predecesor, 13 Ways to Bleed on Stage. El álbum destaca una gran variedad de estilos de guitarra, violín y violonchelo, y efectos digitales, así también como un importante número de baladas.
El álbum tiene parecidos con el anterior, principalmente por los asuntos que aborda, tales como el consumo de drogas, la violación (Sad Happy), la muerte de iconos del grunge (The Day Seattle Died), y la crítica a la industria musical (Kill the Music Industry). 
La canción Cure My Tragedy trata sobre la lucha de la hermana de Scooter Ward contra un cáncer que fue detectado en los meses de la grabación del álbum. Este asunto sería explorado más profundamente en el álbum A Different Kind Of Pain.

## Sencillos
La canción Stupid Girl fue el primer single del álbum y fue la única canción de Cold que alcanzó a aparecer en los charts de Billboard Hot 100, donde alcanzó su punto máximo en el puesto 87. Así como sucedió con la canción Gone Away, la canción Remedy fue usada por el programa de televisión de lucha libre WWE Raw en el año 2003.
Después del lanzamiento en las emisoras de radio del segundo sencillo del álbum, Suffocate, el proyecto de Cold era grabar el videoclip de la canción. Sin embargo, por motivos desconocidos, Geffen Records rechazó hacer el vídeo y seguir promoviendo el álbum. Esto condujo a frustraciones dentro del grupo y a principios de 2004, Terry Balsamo se marchó, substituyendo a Ben Moody en la Evanescence. Balsamo más tarde fue substituido por el exguitarrista de la banda Darwin's Waiting Room, Eddie Randini. 
Cold hizo esfuerzos para lanzar otro sencillo, Wasted Years, pero Geffen Records se negó a seguir financiando la promoción del álbum.

## Canciones
Todas las canciones escritas y compuestas por Canciones. 
| N.º | Título | Duración |  |
| 1.  | «Remedy» | 2:57     |  |
| 2.  | «Suffocate (Con Sierra Swan)» | 3:39     |  |
| 3.  | «Cure My Tragedy (A Letter to God)» | 3:55     |  |
| 4.  | «Stupid Girl (Letra y riff inicial escrito por Rivers Cuomo, de Weezer)»                                                                                     | 3:09     |  |
| 5.  | «Don't Belong» | 3:40     |  |
| 6.  | «Wasted Years» | 4:07     |  |
| 7.  | «Whatever You Became» | 3:45     |  |
| 8.  | «Sad Happy» | 3:36     |  |
| 9.  | «Rain Song» | 3:37     |  |
| 10. | «The Day Seattle Died» | 3:34     |  |
| 11. | «Change the World» | 4:01     |  |
| 12. | «Black Sunday» | 4:30     |  |
| 13. | «Kill the Music Industry» | 19:23    |  |
| 14. | «Gone Away (A song for a Starr) (Pista oculta, comienza en 16:06 después de 13 minutos y 13 segundos de silencio en referencia a 13 Ways to Bleed on Stage)» | 3:07     |  |

## Personal

### Edición y producción
- Adam Daniel - Edición digital
- Fred Durst - A&R
- Jason Harter - Dirección artística y diseñador
- Olaf Heine - Fotografía
- Ted Jensen - Remasterización
- Vince Jones - Edición digital
- Jason Lader - Edición digital
- Jenn Littleton - A&R
- Chris Lord-Alge - Mezclas
- Deborah Lurie - Conductor, sintetizador
- Eric Miller -  Edición digital
- Martie Muhoberac - Coordinador de producción
- Mike Plotnikoff - Edición digital
- Jordan Schur - Productor ejecutivo, A&R
- Les Scurry - Coordinador de producción

### Músicos
- Sierra Swan - Voz
- Michael Valerio - Bajo
- Evan Wilson - Viola
- Terry Balsamo - Guitarra (acústica y eléctrica)
- Howard Benson - Piano, teclado, programador, productor
- Samuel Fischer -  Violín
- Julie Gigante - Violín
- Kelly Hayes - Guitarra
- Roland Kato - Viola
- Armen Ksajikian - Violonchelo
- Ana Landauer - Violín
- Songa Lee - Violín
- Phillipe Levy - Violín
- David Low - Violonchelo
- Simon Oswell - Viola
- David Speltz - Violonchelo

## Posiciones en las listas
Álbum - Billboard (Estados Unidos)
| Año  | Lista             | Posición |
| ---- | ----------------- | -------- |
| 2003 | The Billboard 200 | 3        |

Singles - Billboard (Estados Unidos)
| Año  | Sencillo      | Lista                  | Posición |
| ---- | ------------- | ---------------------- | -------- |
| 2003 | "Stupid Girl" | Mainstream Rock Tracks | 4        |
| 2003 | "Stupid Girl" | Modern Rock Tracks     | 6        |
| 2003 | "Stupid Girl" | The Billboard Hot 100  | 87       |
| 2003 | "Suffocate"   | Mainstream Rock Tracks | 17       |
| 2003 | "Suffocate"   | Modern Rock Tracks     | 21       |